# A Maja, a méhecske (televíziós sorozat, 2012) epizódjainak listája
A 2012-es Maja, a méhecske című német–belga–francia televíziós animációs sorozat epizódjainak listája.

## Évados áttekintés
| Évad | Évad | Epizód | Epizód             | Eredeti sugárzás    | Eredeti sugárzás  | Magyar sugárzás     | Magyar sugárzás     |
| Évad | Évad | Epizód | Epizód             | Évadpremier         | Évadfinálé        | Évadpremier         | Évadfinálé          |
| ---- | ---- | ------ | ------------------ | ------------------- | ----------------- | ------------------- | ------------------- |
|      | 1.   | 78.    | 26.                | 2012. február 1.    | 2012. április 25. | 2013. május 28.     | 2013. augusztus 13. |
| 26.  | 1.   | 78.    | 2012. május 2.     | 2012. július 25.    |                   | 2013. május 28.     | 2013. augusztus 13. |
| 26.  | 1.   | 78.    | 2012. augusztus 1. | 2012. október 24.   |                   | 2013. május 28.     | 2013. augusztus 13. |
|      | 2.   | 52.    | 26.                | 2017. március 1.    | 2017. május 24.   | 2018. augusztus 20. | 2018. október 30.   |
| 26.  | 2.   | 52.    | 2017. május 31.    | 2017. augusztus 23. |                   | 2018. augusztus 20. | 2018. október 30.   |

## Epizódok

### 1. évad  (2012-2013)
| #   | #   | Eredeti cím                  | Magyar cím                     | Rendezte    | Írta                                                                              | Eredeti premier      | Magyar premier      |
| --- | --- | ---------------------------- | ------------------------------ | ----------- | --------------------------------------------------------------------------------- | -------------------- | ------------------- |
| 1.  | 1.  | The Birth of Maya            | Maja születése                 | Daniel Duda | Valérie Baranski, Delphine Maury és Christel Gonnard                              | 2012. február 1.     | 2013. július 8.     |
| 2.  | 2.  | Take Off                     | Maja, a rét lakója             | Daniel Duda | Valérie Baranski, Delphine Maury és Christel Gonnard                              | 2012. február 1.     | 2013. július 9.     |
| 3.  | 3.  | Judge Beeswax                | Méhviasz bíró                  | Daniel Duda | Michael Stokes és Joël Couttausse                                                 | 2012. február 8.     | 2013. május 28.     |
| 4.  | 4.  | Willy's Bottle               | Vili üvege                     | Daniel Duda | Michael Stokes és Joël Couttausse                                                 | 2012. február 8.     | 2013. május 29.     |
| 5.  | 5.  | The Queen's Messenger        | A királynő küldönce            | Daniel Duda | Steven Sullivan, Ursula Ziegler és Nicolas Gallet                                 | 2012. február 15.    | 2013. május 30.     |
| 6.  | 6.  | Beware of the Bear           | Medveveszély!                  | Daniel Duda | Steven Sullivan, Ursula Ziegler és Nicolas Gallet                                 | 2012. február 15.    | 2013. május 31.     |
| 7.  | 7.  | Maya to the Rescue!          | Maja a megmentő                | Daniel Duda | Valerie Baranski és Louise Moon                                                   | 2012. február 22.    | 2013. június 1.     |
| 8.  | 8.  | Shadow Play                  | Az árnyjáték                   | Daniel Duda | Valerie Baranski és Louise Moon                                                   | 2012. február 22.    | 2013. június 2.     |
| 9.  | 9.  | The Stranger                 | Az idegen                      | Daniel Duda | John Van Bruggen és Delphine Maury                                                | 2012. február 29.    | 2013. június 3.     |
| 10. | 10. | Misleading Appearances       | A látszat néha csal            | Daniel Duda | John Van Bruggen és Delphine Maury                                                | 2012. február 29.    | 2013. június 4.     |
| 11. | 11. | Sleeping Beauty              | Az álomnektár                  | Daniel Duda | Phillipe Clerc és Nicolas Chretien                                                | 2012. március 7.     | 2013. június 5.     |
| 12. | 12. | No Sleeping for Maya         | Tücsökzsivaj                   | Daniel Duda | Phillipe Clerc és Nicolas Chretien                                                | 2012. március 7.     | 2013. június 6.     |
| 13. | 13. | Philibert                    | Philibert                      | Daniel Duda | Pascal Stervinou                                                                  | 2012. március 14.    | 2013. június 7.     |
| 14. | 14. | Dancing with Bees            | Méhecsketánc                   | Daniel Duda | Pascal Stervinou                                                                  | 2012. március 14.    | 2013. június 8.     |
| 15. | 15. | King Willy                   | Vili, a király                 | Daniel Duda | Louise Moon és Cathy Moss                                                         | 2012. március 21.    | 2013. június 9.     |
| 16. | 16. | Night Blooms                 | A holdvirágok                  | Daniel Duda | Louise Moon és Cathy Moss                                                         | 2012. március 21.    | 2013. június 10.    |
| 17. | 17. | Powder Power                 | A pillangó hímpora             | Daniel Duda | Sylvie Riviere, Nicolas Chretien és Joël Couttausse                               | 2012. március 28.    | 2013. június 11.    |
| 18. | 18. | Royal Outing                 | Királyi kirándulás             | Daniel Duda | Sylvie Riviere, Nicolas Chretien és Joël Couttausse                               | 2012. március 28.    | 2013. június 12.    |
| 19. | 19. | Keep Ball Rolling            | A galacsinverseny              | Daniel Duda | Mirielle Pertusot és Christophe Poujol                                            | 2012. április 4.     | 2013. június 13.    |
| 20. | 20. | Wild Bunch                   | Vadóc tücskök                  | Daniel Duda | Mirielle Pertusot és Christophe Poujol                                            | 2012. április 4.     | 2013. június 14.    |
| 21. | 21. | Bee Clean                    | Tetűveszély                    | Daniel Duda | Phillipe Clerc, Nicolas Chretien és Sylvie Barro                                  | 2012. április 11.    | 2013. június 15.    |
| 22. | 22. | Crack                        | Repedés a csigaházon           | Daniel Duda | Phillipe Clerc, Nicolas Chretien és Sylvie Barro                                  | 2012. április 11.    | 2013. június 16.    |
| 23. | 23. | Mrs Hermett Beetle's Journey | Kalandos utazás                | Daniel Duda | Doldine Grimaldi és Jean De Loriol                                                | 2012. április 18.    | 2013. június 17.    |
| 24. | 24. | Flying Licence               | A repülési engedély            | Daniel Duda | Doldine Grimaldi és Jean De Loriol                                                | 2012. április 18.    | 2013. június 18.    |
| 25. | 25. | No Friend for Dino           | Dinó új barátai                | Daniel Duda | Cendrine Maubourguet és Pierre Migeot                                             | 2012. április 25.    | 2013. június 19.    |
| 26. | 26. | Mother Courage               | Anyai örömök                   | Daniel Duda | Cendrine Maubourguet és Pierre Migeot                                             | 2012. április 25.    | 2013. június 20.    |
| 27. | 27. | Cake for the Queen           | A királynő tortája             | Daniel Duda | Jean De Loriol és Sylvie Riviere                                                  | 2012. május 2.       | 2013. június 21.    |
| 28. | 28. | Ring-a Ring-a Caterpillar    | A hernyóvonulás                | Daniel Duda | Jean De Loriol és Sylvie Riviere                                                  | 2012. május 2.       | 2013. június 22.    |
| 29. | 29. | Hoverfly Spy                 | A zengő légy                   | Daniel Duda | Phillipe Clerc, Nicolas Chretien és Christel Gonnard                              | 2012. május 9.       | 2013. június 23.    |
| 30. | 30. | Shelby's Dream               | Shelby álma                    | Daniel Duda | Phillipe Clerc, Nicolas Chretien és Christel Gonnard                              | 2012. május 9.       | 2013. június 24.    |
| 31. | 31. | The Great Pollen Robbery     | A nagy virágpor rablás         | Daniel Duda | Laure-Elisabeth Bourdaud, Johanna Goldschmidt, Henri Dubois és Christel Gonnard   | 2012. május 16.      | 2013. június 25.    |
| 32. | 32. | Maya's Garden                | Maja kertje                    | Daniel Duda | Laure-Elisabeth Bourdaud, Johanna Goldschmidt, Henri Dubois és Christel Gonnard   | 2012. május 16.      | 2013. június 26.    |
| 33. | 33. | Max Has A Crush              | Max szerelme                   | Daniel Duda | Phillipe Clerc, Nicolas Chretien, Eric Rondeaux és Catherine Le Roux              | 2012. május 23.      | 2013. június 27.    |
| 34. | 34. | Tekla in a State             | Tekla, a beteg pók             | Daniel Duda | Phillipe Clerc, Nicolas Chretien, Eric Rondeaux és Catherine Le Roux              | 2012. május 23.      | 2013. június 28.    |
| 35. | 35. | Hive Jive                    | A királyi koncert              | Daniel Duda | Jean De Loriol és Klaus Döring                                                    | 2012. május 30.      | 2013. június 29.    |
| 36. | 36. | Sleepless Max                | A kísértet                     | Daniel Duda | Jean De Loriol és Klaus Döring                                                    | 2012. május 30.      | 2013. június 30.    |
| 37. | 37. | What a Nice Wasp             | A jó darázs                    | Daniel Duda | Eric Rondeaux, Catherine Le Roux és Delphine Dubos                                | 2012. június 6.      | 2013. július 1.     |
| 38. | 38. | Willy Moves Out              | Vili elköltözik                | Daniel Duda | Eric Rondeaux, Catherine Le Roux és Delphine Dubos                                | 2012. június 6.      | 2013. július 2.     |
| 39. | 39. | Weather on Demand            | Időjárás, rendelésre           | Daniel Duda | Nicolas Chretien, Sylvie Riviere és Phillipe Clerc                                | 2012. június 13.     | 2013. július 3.     |
| 40. | 40. | Follow the Egg               | A tojás nyomában               | Daniel Duda | Nicolas Chretien, Sylvie Riviere és Phillipe Clerc                                | 2012. június 13.     | 2013. július 4.     |
| 41. | 41. | In Search of Lost Dung       | Az elveszett galacsin          | Daniel Duda | Phillipe Clerc, Nicolas Chretien és Adrian Bickenbach                             | 2012. június 20.     | 2013. július 5.     |
| 42. | 42. | Queen of the Solar Eclipse   | Napfogyatkozás                 | Daniel Duda | Phillipe Clerc, Nicolas Chretien és Adrian Bickenbach                             | 2012. június 20.     | 2013. július 6.     |
| 43. | 43. | Henry's Cabin                | Henri faháza                   | Daniel Duda | Christophe Poujol és Sandrine Joly                                                | 2012. június 27.     | 2013. július 7.     |
| 44. | 44. | The Haunted Hive             | Kísértet a kaptárban           | Daniel Duda | Christophe Poujol és Sandrine Joly                                                | 2012. június 27.     | 2013. július 10.    |
| 45. | 45. | Bee Day                      | A születésnap                  | Daniel Duda | Heike Sperling és Jean De Loriol                                                  | 2012. július 4.      | 2013. július 11.    |
| 46. | 46. | Wings of a Champion          | A repülőbajnokság              | Daniel Duda | Heike Sperling és Jean De Loriol                                                  | 2012. július 4.      | 2013. július 12.    |
| 47. | 47. | The Queen's Scepte           | A királynő jogara              | Daniel Duda | Coline Abert, Catherine Guillot-Bonte és Christophe Poujol                        | 2012. július 11.     | 2013. július 13.    |
| 48. | 48. | Night of the Giants          | Óriások éjszakája              | Daniel Duda | Coline Abert, Catherine Guillot-Bonte és Christophe Poujol                        | 2012. július 11.     | 2013. július 14.    |
| 49. | 49. | Edgar the Fearless           | A bátor Edgar                  | Daniel Duda | Laure-Elisabeth Bourdaud és Johanna Goldschmidt                                   | 2012. július 18.     | 2013. július 15.    |
| 50. | 50. | Molly the Miner              | Molly, a lótetű                | Daniel Duda | Laure-Elisabeth Bourdaud és Johanna Goldschmidt                                   | 2012. július 18.     | 2013. július 16.    |
| 51. | 51. | Barry's Glasses              | Barry szemüvege                | Daniel Duda | Phillipe Clerc, Nicolas Chretien, Laure-Elisabeth Bourdaud és Johanna Goldschmidt | 2012. július 25.     | 2013. július 17.    |
| 52. | 52. | Bless You Miss Cassandra     | Egészségedre, Kasszandra néni! | Daniel Duda | Phillipe Clerc, Nicolas Chretien, Laure-Elisabeth Bourdaud és Johanna Goldschmidt | 2012. július 25.     | 2013. július 18.    |
| 53. | 53. | Alarm                        | Riadó!                         | Daniel Duda | Heike Sperling és Anastasia Heinzl                                                | 2012. augusztus 1.   | 2013. július 19.    |
| 54. | 54. | Maya Commander in Chief      | Maja, a parancsnok             | Daniel Duda | Heike Sperling és Anastasia Heinzl                                                | 2012. augusztus 1.   | 2013. július 20.    |
| 55. | 55. | Forbidden Fruit              | A tiltott gyümölcs             | Daniel Duda | Delphine Dubos                                                                    | 2012. augusztus 8.   | 2013. július 21.    |
| 56. | 56. | Thank You Wasps              | Kösz, darazsak!                | Daniel Duda | Delphine Dubos                                                                    | 2012. augusztus 8.   | 2013. július 22.    |
| 57. | 57. | Sulky Willy                  | Vili duzzog                    | Daniel Duda | Phillipe Clerc, Nicolas Chretien és Sylvie Riviere                                | 2012. augusztus 15.  | 2013. július 23.    |
| 58. | 58. | Queen of the Day             | A királynő-helyettes           | Daniel Duda | Phillipe Clerc, Nicolas Chretien és Sylvie Riviere                                | 2012. augusztus 15.  | 2013. július 24.    |
| 59. | 59. | Harmony in the Meadow        | Harmónia a réten               | Daniel Duda | Christophe Poujol és Delphine Dubos                                               | 2012. augusztus 22.  | 2013. július 25.    |
| 60. | 60. | Willy Loses His Memory       | Vili memóriazavara             | Daniel Duda | Christophe Poujol és Delphine Dubos                                               | 2012. augusztus 22.  | 2013. július 26.    |
| 61. | 61. | Rainbow Pollen               | A pollengalacsin               | Daniel Duda | Dodine Grimaldi, Sandrine Joly és Nicolas Chretien                                | 2012. augusztus 29.  | 2013. július 27.    |
| 62. | 62. | Greedy Frogs                 | A falánk békák                 | Daniel Duda | Dodine Grimaldi, Sandrine Joly és Nicolas Chretien                                | 2012. augusztus 29.  | 2013. július 28.    |
| 63. | 63. | Dragonfly Express            | A Szitakötő-expressz           | Daniel Duda | Coline Abert, Catherine Guillot-Bonte, Sylvie Riviere és Nicolas Chretien         | 2012. szeptember 5.  | 2013. július 29.    |
| 64. | 64. | On with the Show             | Ki mit tud?                    | Daniel Duda | Coline Abert, Catherine Guillot-Bonte, Sylvie Riviere és Nicolas Chretien         | 2012. szeptember 5.  | 2013. július 30.    |
| 65. | 65. | Night Flight                 | Éjszakai repülés               | Daniel Duda |                                                                                   | 2012. szeptember 12. | 2013. július 31.    |
| 66. | 66. | The Outsider                 | A kívülálló                    | Daniel Duda | 2013. augusztus 1.                                                                | 2012. szeptember 12. |                     |
| 67. | 67. | A New Shelby                 | Az új Shelby                   | Daniel Duda | Sébastien Viaud, Muriel Achery és Chris Arsonneaud-Sache                          | 2012. szeptember 19. | 2013. augusztus 2.  |
| 68. | 68. | Willy Guards the Hive        | Vili, a kaptár védelmezője     | Daniel Duda | Sébastien Viaud, Muriel Achery és Chris Arsonneaud-Sache                          | 2012. szeptember 19. | 2013. augusztus 3.  |
| 69. | 69. | A Flower to Share            | Egy virág kettőnek             | Daniel Duda | Phillipe Clerc, Nicolas Chretien és Camille Hebert                                | 2012. szeptember 26. | 2013. augusztus 4.  |
| 70. | 70. | Did I say that?              | Vili, az igazmondó             | Daniel Duda | Phillipe Clerc, Nicolas Chretien és Camille Hebert                                | 2012. szeptember 26. | 2013. augusztus 5.  |
| 71. | 71. | A Friend for the Oak         | A tölgy megmentői              | Daniel Duda | Anna Christien                                                                    | 2012. október 3.     | 2013. augusztus 6.  |
| 72. | 72. | The Runaway Bee              | Az elkóborolt méhecske         | Daniel Duda | Anna Christien                                                                    | 2012. október 3.     | 2013. augusztus 7.  |
| 73. | 73. | The Big Bad Earwig           | A félelmetes fülbemászó        | Daniel Duda | Christophe Poujol, Pierre Spitzer-Couesnon és Édouard Petit                       | 2012. október 10.    | 2013. augusztus 8.  |
| 74. | 74. | Doc Slick                    | Simlis, a költő                | Daniel Duda | Christophe Poujol, Pierre Spitzer-Couesnon és Édouard Petit                       | 2012. október 10.    | 2013. augusztus 9.  |
| 75. | 75. | The Gift from Above          | Ajándék a magasból             | Daniel Duda | Ariane Capet, Pierre Spitzer-Couesnon és Édouard Petit                            | 2012. október 17.    | 2013. augusztus 10. |
| 76. | 76. | Once Upon a Slime            | Csuszi, a meztelen csiga       | Daniel Duda | Ariane Capet, Pierre Spitzer-Couesnon és Édouard Petit                            | 2012. október 17.    | 2013. augusztus 11. |
| 77. | 77. | The Big Eat                  | A különleges virágpor          | Daniel Duda |                                                                                   | 2012. október 24.    | 2013. augusztus 12. |
| 78. | 78. | A Surprise for Maya          | Maja és a meglepetés           | Daniel Duda | 2013. augusztus 13.                                                               | 2012. október 24.    |                     |

### 2. évad (2017)
| #    | #   | Eredeti cím            | Magyar cím               | Rendezte         | Írta                                                              | Eredeti premier     | Magyar premier       |
| ---- | --- | ---------------------- | ------------------------ | ---------------- | ----------------------------------------------------------------- | ------------------- | -------------------- |
| 79.  | 1.  | Roll on the Holidays   | A vakáció                | Jérôme Mouscadet | Claire Grimond                                                    | 2017. március 1.    | 2018. augusztus 20.  |
| 80.  | 2.  | Yes Sir!               | Igenis!                  | Jérôme Mouscadet | Jean-Rémi François és Bruno Merle                                 | 2017. március 1.    | 2018. augusztus 21.  |
| 81.  | 3.  | The Exile              | A számüzetés             | Jérôme Mouscadet | Sophie Decroisette és Frédéric Engel Lenoir                       | 2017. március 8.    | 2018. augusztus 22.  |
| 82.  | 4.  | Field Trip             | Terepen                  | Jérôme Mouscadet | Bruno Regeste                                                     | 2017. március 8.    | 2018. augusztus 23.  |
| 83.  | 5.  | The Orchirosa          | A varázsvirág            | Jérôme Mouscadet | Sophie Decroisette, Bruno Merle és Jean-Rémi François             | 2017. március 15.   | 2018. augusztus 24.  |
| 84.  | 6.  | Flip Has Got the Blues | A lehangolt Flip         | Jérôme Mouscadet | Nadira Aouadi és Bruno Regeste                                    | 2017. március 15.   | 2018. augusztus 27.  |
| 85.  | 7.  | The Meadow Friends     | Réti barátok             | Jérôme Mouscadet | Claire Grimond és Frédéric Engel Lenoir                           | 2017. március 22.   | 2018. augusztus 28.  |
| 86.  | 8.  | Ants See Red           | A vöröshangyák           | Jérôme Mouscadet | Sophie Decroisette, Bruno Merle és Jean-Rémi François             | 2017. március 22.   | 2018. augusztus 29.  |
| 87.  | 9.  | Rosita                 | Rosita                   | Jérôme Mouscadet | Sophie Decroisette, Bruno Merle és Jean-Rémi François             | 2017. március 29.   | 2018. augusztus 30.  |
| 88.  | 10. | Theo                   | Theo                     | Jérôme Mouscadet | Frédéric Engel Lenoir                                             | 2017. március 29.   | 2018. augusztus 31.  |
| 89.  | 11. | Treasure for the Ants  | A hangyák titkos kincse  | Jérôme Mouscadet | Sophie Decroisette, Bruno Merle és Jean-Rémi François             | 2017. április 5.    | 2018. szeptember 3.  |
| 90.  | 12. | A Very Peculiar Mother | A különös anya           | Jérôme Mouscadet | Françoise Charpiat és Karine Lollichon                            | 2017. április 5.    | 2018. szeptember 4.  |
| 91.  | 13. | Shadow of a Doubt      | A gyanú árnyéka          | Jérôme Mouscadet | Bruno Merle és Jean-Rémi François                                 | 2017. április 12.   | 2018. szeptember 5.  |
| 92.  | 14. | The Honeymunch         | A mézfaló                | Jérôme Mouscadet | Claire Grimond, Bruno Merle és Jean-Rémi François                 | 2017. április 12.   | 2018. szeptember 6.  |
| 93.  | 15. | Long Live Freedom!     | Éljen a szabadság!       | Jérôme Mouscadet | Bruno Regeste                                                     | 2017. április 19.   | 2018. szeptember 7.  |
| 94.  | 16. | In the Ranks           | A büntetés               | Jérôme Mouscadet | Bruno Regeste                                                     | 2017. április 19.   | 2018. szeptember 10. |
| 95.  | 17. | Jealousy               | Féltékenység             | Jérôme Mouscadet | Bruno Regeste                                                     | 2017. április 26.   | 2018. szeptember 11. |
| 96.  | 18. | Bad Company            | Rossz társaság           | Jérôme Mouscadet | Bruno Merle és Jean-Rémi François                                 | 2017. április 26.   | 2018. szeptember 12. |
| 97.  | 19. | Lovestruck             | Szerelem villámcsapásra  | Jérôme Mouscadet | Françoise Charpiat és Karine Lollichon                            | 2017. május 3.      | 2018. szeptember 13. |
| 98.  | 20. | Stinger Stung          | Fullánk, a csaló         | Jérôme Mouscadet | Claire Grimond, Bruno Regeste és Nadira Aouadi                    | 2017. május 3.      | 2018. szeptember 14. |
| 99.  | 21. | Maya the First         | Maja, a királynő         | Jérôme Mouscadet | Bruno Merle és Jean-Rémi François                                 | 2017. május 10.     | 2018. szeptember 17. |
| 100. | 22. | Blue Tit               | A cinke akció            | Jérôme Mouscadet | Françoise Charpiat és Karine Lollichon                            | 2017. május 10.     | 2018. szeptember 18. |
| 101. | 23. | A Strike in the Hive   | Sztrájk a kaptárban      | Jérôme Mouscadet | Sophie Decroisette, Nicolas Schiavi és Shawn Mahoney              | 2017. május 17.     | 2018. szeptember 19. |
| 102. | 24. | No Harmony for Beeswax | A hangyák dala           | Jérôme Mouscadet | Hervé Benedetti és Nicolas Robin                                  | 2017. május 17.     | 2018. szeptember 20. |
| 103. | 25. | Fab Four               | A fantasztikus négyes    | Jérôme Mouscadet | Sophie Decroisette és Frédéric Engel Lenoir                       | 2017. május 24.     | 2018. szeptember 21. |
| 104. | 26. | Big Ball               | A giga galacsin          | Jérôme Mouscadet | Hervé Benedetti és Nicolas Robin                                  | 2017. május 24.     | 2018. szeptember 24. |
| 105. | 27. | Hive Certificate       | A kaptár vizsga          | Jérôme Mouscadet | Sophie Decroisette és Claire Grimond                              | 2017. május 31.     | 2018. szeptember 25. |
| 106. | 28. | Vote for Me            | Szavazz rám!             | Jérôme Mouscadet | Hervé Benedetti és Nicolas Robin                                  | 2017. május 31.     | 2018. szeptember 26. |
| 107. | 29. | Remind Me To Eat You   | A feledékeny pók         | Jérôme Mouscadet | Nicolas Schiavi, Shawn Mahoney és Bruno Regeste                   | 2017. június 7.     | 2018. szeptember 27. |
| 108. | 30. | Sister Knows Best      | Bella mindent jobban tud | Jérôme Mouscadet | Françoise Charpiat és Karine Lollichon                            | 2017. június 7.     | 2018. szeptember 28. |
| 109. | 31. | Question of Confidence | Fő az önbizalom          | Jérôme Mouscadet | Laure Doyonnax                                                    | 2017. június 14.    | 2018. október 1.     |
| 110. | 32. | Flip Save the Queen    | Flip, a megmentő         | Jérôme Mouscadet | Hervé Benedetti és Nicolas Robin                                  | 2017. június 14.    | 2018. október 2.     |
| 111. | 33. | Ballie Wallie Mystery  | A királyi ajándék        | Jérôme Mouscadet | Sophie Decroisette, Bruno Merle és Jean-Rémi François             | 2017. június 21.    | 2018. október 3.     |
| 112. | 34. | On Top Form            | Csúcsformában            | Jérôme Mouscadet | Hervé Benedetti és Nicolas Robin                                  | 2017. június 21.    | 2018. október 4.     |
| 113. | 35. | To-Xi-Kant             | A kung-fúzó hangya       | Jérôme Mouscadet | Nicolas Schiavi, Shawn Mahoney, Jean-Rémi François és Bruno Merle | 2017. június 28.    | 2018. október 5.     |
| 114. | 36. | For the Love of Max    | Max szerelmes lesz       | Jérôme Mouscadet | Sophie Decroisette, Hervé Benedetti és Nicolas Robin              | 2017. június 28.    | 2018. október 8.     |
| 115. | 37. | Butterfly Effect       | Pillangóhatás            | Jérôme Mouscadet | Nadira Aouadi és Bruno Regeste                                    | 2017. július 5.     | 2018. október 9.     |
| 116. | 38. | Willy's Misfortune     | Vili balszerencséje      | Jérôme Mouscadet | Laure Doyonnax                                                    | 2017. július 5.     | 2018. október 10.    |
| 117. | 39. | Draw Me a Beeswax      | A gúnyrajz               | Jérôme Mouscadet | Françoise Charpiat és Karine Lollichon                            | 2017. július 12.    | 2018. október 11.    |
| 118. | 40. | Lara's Secret Love     | A titkos hódoló          | Jérôme Mouscadet | Sophie Decroisette, Bruno Merle és Jean-Rémi François             | 2017. július 12.    | 2018. október 12.    |
| 119. | 41. | Private Property       | Magántulajdon            | Jérôme Mouscadet | Hervé Benedetti és Nicolas Robin                                  | 2017. július 19.    | 2018. október 15.    |
| 120. | 42. | The Killer Buzz        | A gyilkos zümmögés       | Jérôme Mouscadet | Sophie Decroisette és Laure Doyonnax                              | 2017. július 19.    | 2018. október 16.    |
| 121. | 43. | The Fortune Teller     | A jósnő                  | Jérôme Mouscadet | TBA                                                               | 2017. július 26.    | 2018. október 17.    |
| 122. | 44. | Willy in the Soup      | Vili bajba kerül         | Jérôme Mouscadet | Sophie Decroisette, Bruno Merle és Jean-Rémi François             | 2017. július 26.    | 2018. október 18.    |
| 123. | 45. | Dung Ball Drama        | Galacsin galiba          | Jérôme Mouscadet | Françoise Charpiat és Karine Lollichon                            | 2017. augusztus 2.  | 2018. október 19.    |
| 124. | 46. | The Plot               | Az összeesküvés          | Jérôme Mouscadet | TBA                                                               | 2017. augusztus 2.  | 2018. október 22.    |
| 125. | 47. | Cool in the Cooler     | Hűvösön, hűvösben        | Jérôme Mouscadet | Bruno Merle és Jean-Rémi François                                 | 2017. augusztus 9.  | 2018. október 23.    |
| 126. | 48. | Second Class           | Közlegények              | Jérôme Mouscadet | Bruno Merle és Jean-Rémi François                                 | 2017. augusztus 9.  | 2018. október 24.    |
| 127. | 49. | Little Treasure        | A kicsi kincs            | Jérôme Mouscadet | Françoise Charpiat és Karine Lollichon                            | 2017. augusztus 16. | 2018. október 25.    |
| 128. | 50. | Triple Trouble         | A három kis bajkeverő    | Jérôme Mouscadet | Sophie Decroisette, Hervé Benedetti és Nicolas Robin              | 2017. augusztus 16. | 2018. október 26.    |
| 129. | 51. | Phobia                 | Fóbia                    | Jérôme Mouscadet | Hervé Benedetti és Nicolas Robin                                  | 2017. augusztus 23. | 2018. október 29.    |
| 130. | 52. | Maya Don't Go!         | Ne menj el, Maja!        | Jérôme Mouscadet | Françoise Charpiat és Karine Lollichon                            | 2017. augusztus 23. | 2018. október 30.    |